# Saunasaari (ö i Norra Karelen, Joensuu, lat 62,96, long 30,84)
Saunasaari är en ö i Finland. Den ligger i sjön Koitere och i kommunen Ilomants i den ekonomiska regionen  Joensuu ekonomiska region  och landskapet Norra Karelen, i den östra delen av landet, 400 km nordost om huvudstaden Helsingfors. Öns area är 1,5 hektar och dess största längd är 210 meter i öst-västlig riktning.